# Serhy Yekelchyk
Serhy Yekelchyk (ukr. Сергій Олександрович Єкельчик, trb. Serhij Ołeksandrowycz Jekelczyk; ur. 13 listopada 1966 w Kijowie) – emigracyjny historyk ukraiński zajmujący się historią Ukrainy, Rosji i Związku Socjalistycznych Republik Radzieckich, a także historią nowożytną i najnowszą Europy.

## Życiorys
Absolwent Uniwersytetu Kijowskiego oraz Narodowej Akademii Nauk Ukrainy. W 1995 wyjechał do Kanady, gdzie doktoryzował się w 2000 na Uniwersytecie Alberty. Od 2001 związany z University of Victoria.

## Wybrane publikacje
- Europe’s Last Frontier? Belarus, Moldova, and Ukraine between Russia and the European Union. Co-editor with Oliver Schmidtke. (New York: Palgrave, 2008).
- Імперія пам'яті. Російсько-українські стосунки в радянській історичній уяві / Пер. з англійської Миколи Климчука і Христини Чушак. — К.: Критика, 2008. — 304 с. (ISBN 966-8978-08-0)
- Ukraine: Birth of a Modern Nation (New York: Oxford University Press, 2007) ISBN 978-0-19-530546-3
- Stalin's Empire of Memory: Russian-Ukrainian Relations in the Soviet Historical Imagination (Toronto: University of Toronto Press, March 2004) ISBN 1-86064-504-6
- Ukrainians in Australia. Vol. 2: 1966-1995. Co-editor with Marko Pavlyshyn.  (Melbourne: Australian Federation of Ukrainian Organizations, 1998)

## Publikacje w języku polskim
- Ukraina: narodziny nowoczesnego narodu, tł. Joanna Gilewicz, Kraków: Wydawnictwo Uniwersytetu Jagiellońskiego 2009.